# Phlegmariurus phyllanthus
Phlegmariurus phyllanthus là một loài thực vật có mạch trong Họ Thạch tùng. Loài này được (Hook. & Arn.) R.D. Dixit miêu tả khoa học đầu tiên năm 1980.